# 英屬西印度群島

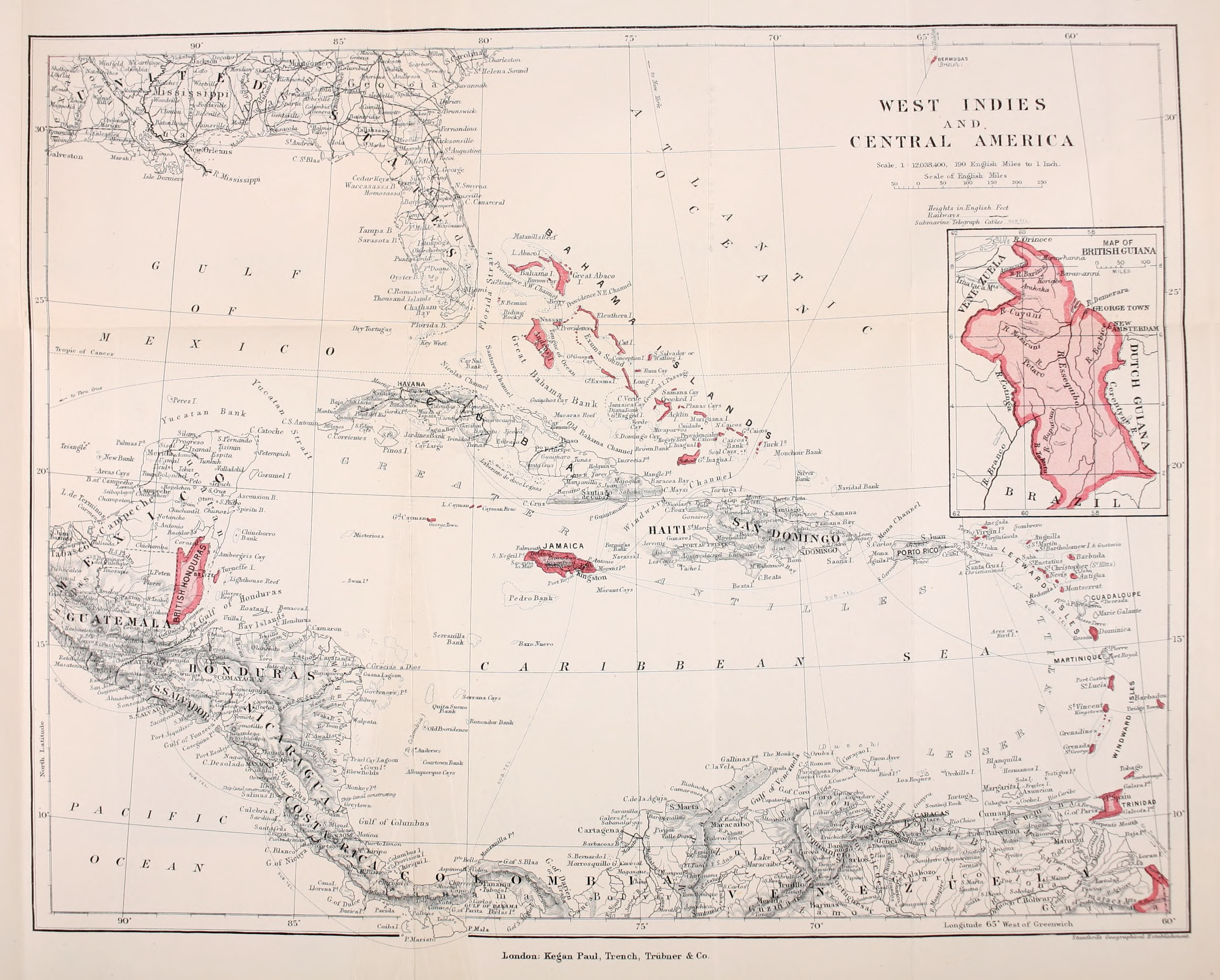
1900年的英屬西印度群島領土

英屬西印度群島（British West Indies）是一歷史術語，代指英語加勒比地區中的英國領土，包括安圭拉、开曼群岛、特克斯和凯科斯群岛、蒙特塞拉特、英属维尔京群岛、巴哈马、巴巴多斯、安提瓜和巴布达、多米尼加、圣基茨和尼维斯、格林纳达、圣卢西亚、圣文森特和格林纳丁斯、牙买加以及特立尼达和多巴哥。某些情況下還包括百慕大、前英属圭亚那（今圭亚那）和前英属洪都拉斯（今伯利兹），該三地並不位於西印度群島。在1950年代和1960年代后期的非殖民化时期之前，该词用於代指大英帝國於西印度群島的所有英國殖民地。隨着多數加勒比地區前殖民地的獨立，該詞已經被加勒比聯邦所替代。
1912年，英國政府將其於加勒比地區的殖民地劃分爲以下實體：巴哈马、巴巴多斯、英屬圭亞那、英属洪都拉斯、牙買加（包含其屬地特克斯和凱科斯群島和開曼群島）、特立尼达和多巴哥、英屬向風群島和英屬背風群島。該地區多數殖民地已經成爲獨立國家，除了英國保留的5處海外領土：安圭拉、开曼群岛、特克斯和凯科斯群岛、蒙特塞拉特和英属维尔京群岛（以及百慕大）。所有國家和領土都屬於英聯邦和加勒比共同體的一部分，同時很多國家和領土加入了其他國際組織，例如美洲國家組織、加勒比國家聯盟、世界貿易組織、联合国、加勒比开发银行等。

## 領土

英屬西印度群島的領土（紅色及粉紅色）

加勒比地區現存的英國海外領土

以下列表爲該英屬西印度群島中的領土，其中括號內爲獨立年份。
- 巴哈马（1973年）
- 巴巴多斯（1966年）
- 伯利兹（前英屬洪都拉斯、1981年）
- 百慕大（英國海外領土）
- 英屬背風群島
  - 安圭拉（英國海外領土）
  - 安提瓜和巴布达（1981年）
  - 英属维尔京群岛（英國海外領土）
  - 多米尼加（1978年）
  - 蒙特塞拉特（英國海外領土）
  - 圣基茨和尼维斯（1983年）
- 英屬向風群島
  - 格林纳达（1974年）
  - 圣卢西亚（1979年）
  - 圣文森特和格林纳丁斯（1979年）
- 开曼群岛（英國海外領土）
- 圭亚那（前英屬圭亞那、1966年）
- 牙买加（1962年）
- 特立尼达和多巴哥（1962年）
- 特克斯和凯科斯群岛（英國海外領土）

## 歷史

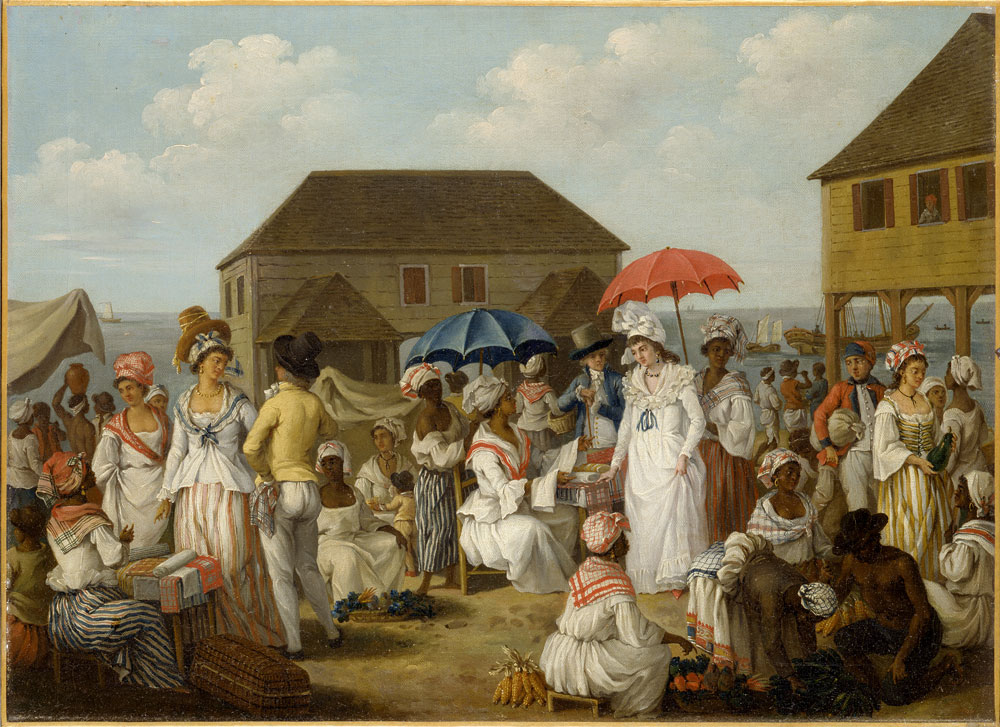
1770年代多米尼加的亞麻布市場

### 背風群島

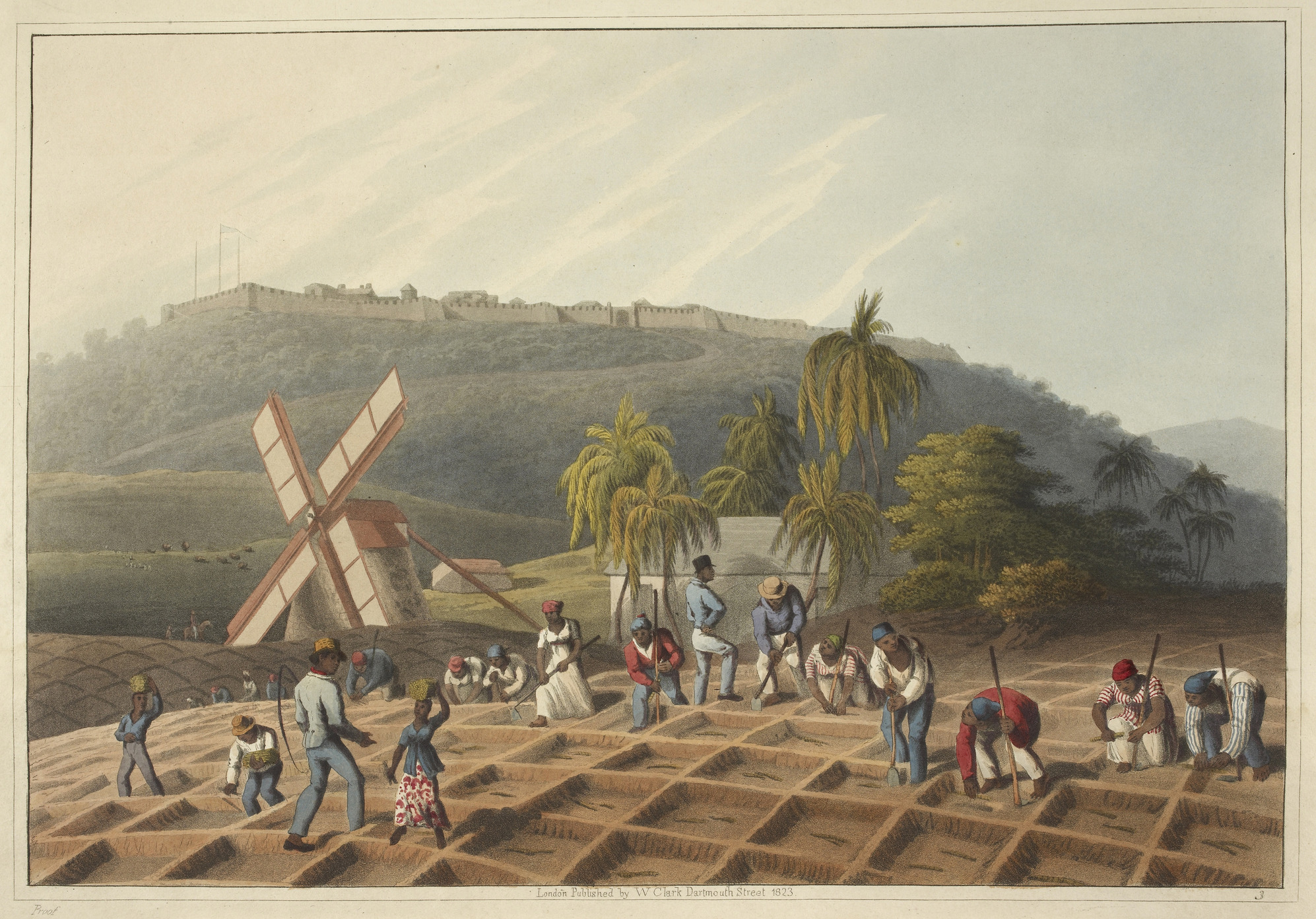
1823年安提瓜的甘蔗種植園

威廉·斯特普爾頓早於1674年在英屬西印度群島建立聯邦殖民地，以及在圣基茨島上建立殖民地議會。斯特普爾頓建立的聯邦在1674年至1685年間保持活躍，在其總督任內，殖民地議會一直都1711年依然保持定期開會。
18世紀，各島嶼開始建立了自己的議會和制定本土法律。各島嶼共享同一位總督及同一位檢察總長。斯特普爾頓建立的聯邦從未解體，而僅僅被其他行政安排所替代。
1816年至1833年間，背風群島被分爲兩部分：分別爲圣基茨-尼维斯-安圭拉，以及安提瓜-巴布达-蒙特塞拉特。兩組島嶼分別有其總督。1833年，所有背風群島連同多米尼加被重組都同一實體下，一直保留至1940年。
1869年，時任總督本傑明·派被委任在安提瓜和巴布达、多米尼加、蒙特塞拉特、圣基茨和尼维斯、安圭拉以及英属维尔京群岛間建立聯邦。但由於安提瓜和蒙特塞拉特的政府面臨破產，因此圣基茨和尼维斯反對與其共享政府財政。本傑明·派遂告知殖民地部，稱由於歧視和利益衝突，聯邦計劃流產。他唯一的成就就只是將各背風群島整合到同一總督下，但各島而言獨立批准各類法律。
1871年，英國政府通過《英屬背風群島法案》，將所有島嶼統一都同一總督及同一法律之下。每個島有自己的行政長官。該聯邦需一直不受歡迎，但亦維持到1956年，直到被重新定義爲英屬背風群島領土。1958年，西印度群島聯邦建立，英屬背風群島亦隨之加入。

### 英屬向風群島
1833年，英屬向風群島組成一個正式的聯盟，亦即英屬向風群島殖民地。1838年，千里達島（於1802年成爲英國殖民地）及聖盧西亞（1814年成爲英殖民地）亦併入向風群島殖民地集體，但該兩島並無自己的本地議會。1840年，千里達島退出集體。巴巴多斯則希望保留自己獨立的認同和其他本地機構，故集體內的其他島嶼亦不願意再與其聯絡。各島嶼因此成功抵禦英國政府打算將聯盟深化的計劃。巴巴多斯一直爭取保留自己的議會，最終於1884年離開向風群島殖民地。殖民地的中心後轉移至格林纳达。
1885年至1958年間，向風群島殖民地包括格林纳达、圣文森特和格林纳丁斯以及聖盧西亞。多巴哥島於1889年離開，並且與千里達島合併。1940年，從背風群島殖民地中離開後，多米尼加亦加入向風群島殖民地，一直到1958年離開。1885年後，各向風群島殖民地皆歸於同一位位於格林纳达的總督所治理。1958年，向風群島殖民地解散，各島加入了西印度群島聯邦。

### 牙買加及其屬地

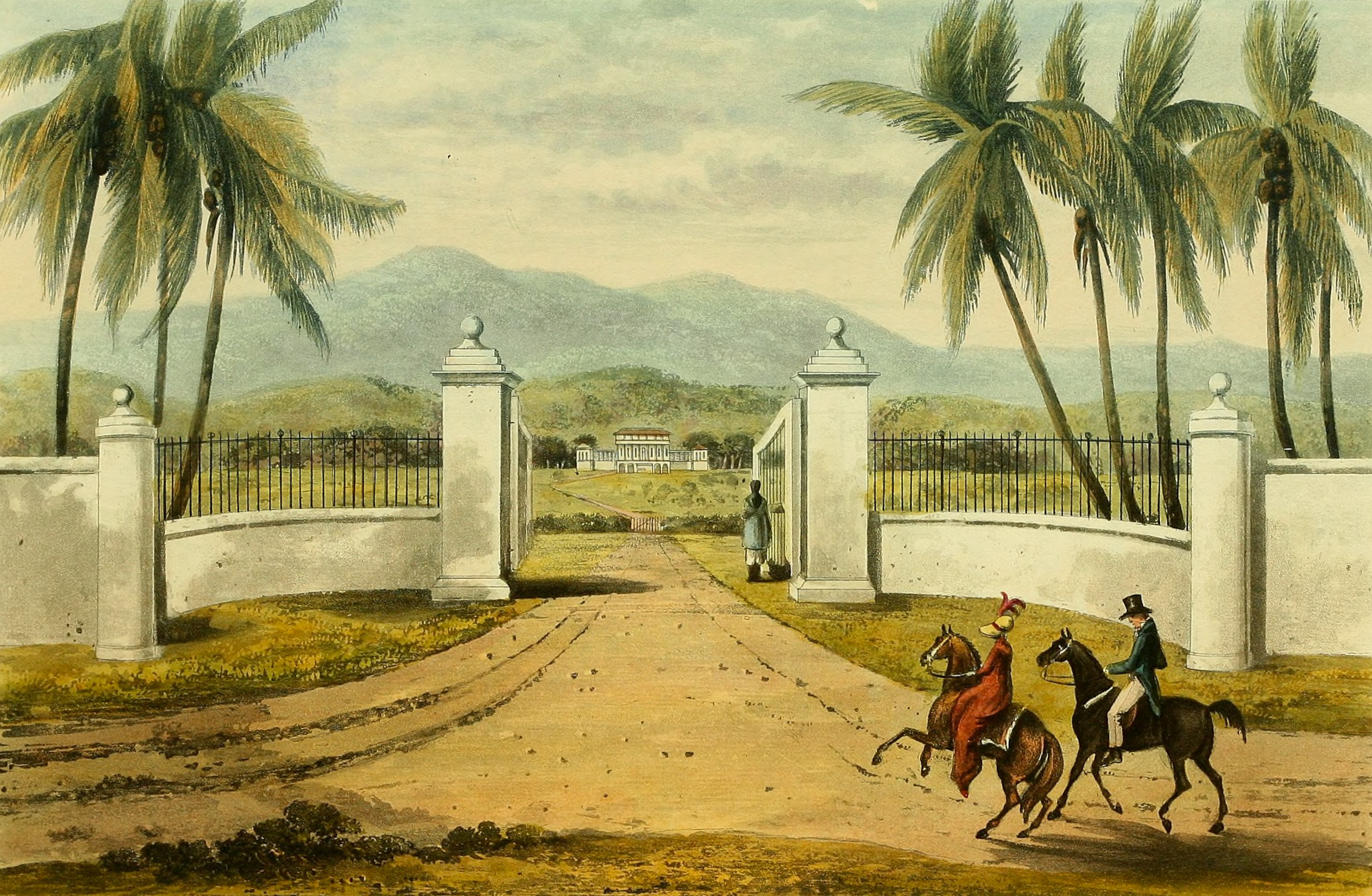
1820年牙買加的種植園

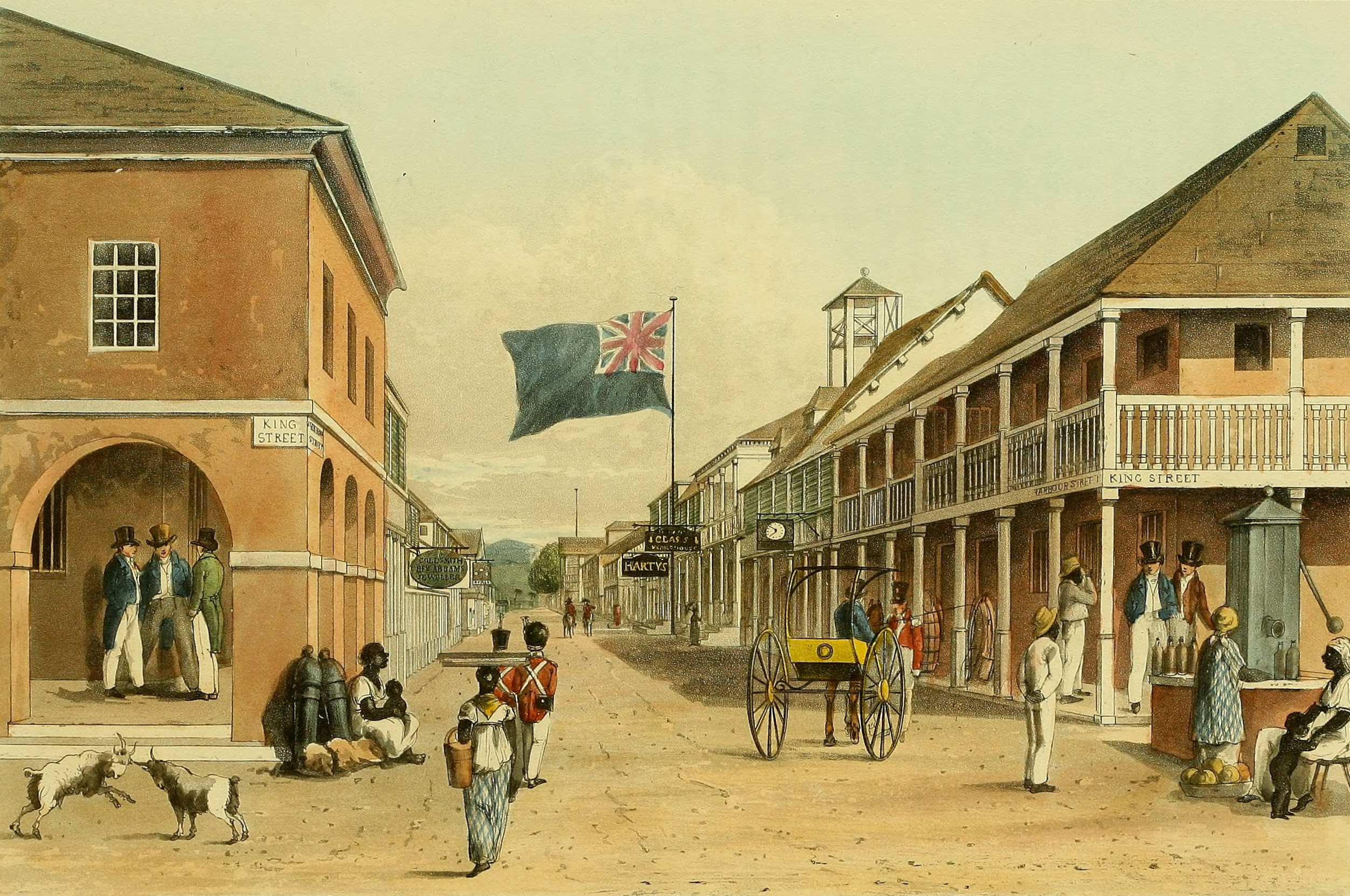
1820年，牙買加京斯敦的港口街

开曼群岛和特克斯和凯科斯群岛多年來，由於歷史和/或地理原因，一直被歸入牙買加的統治。由於英屬洪都拉斯被週邊有敵意的西班牙語國家所環繞，因此亦需要牙買加軍隊的保護。英屬洪都拉斯一直接收了頗多來自牙買加的英國移民。1749年起，英屬洪都拉斯歸於牙買加總督統治。
1862年，英屬洪都拉斯成爲皇家殖民地。1884年，英屬洪都拉斯卒之脫離牙買加，獲得自治地位。开曼群岛和特克斯和凯科斯群岛隨之跟隨。

### 西印度群島聯邦
1958年1月3日，西印度群島聯邦建立。聯邦僅僅維持了4年就於1962年5月31日解散。聯邦包含了所有英國在加勒比地區的殖民地。聯邦的初衷是想整合地區內各殖民地，並且以同一聯邦的身份從英國獨立，類似於澳大利亞聯邦和加拿大邦聯。但該構建最終由於內部政治糾紛而失敗。

### 西印度群島聯繫邦
1967年，西印度群島聯邦解散後，一部分東加勒比海島嶼嘗試建立鬆散的西印度群島聯繫邦。1967年英國下議院通國《聯繫邦法案》，邦內的所有島嶼皆獲得自治地位，國防及外交由英國負責。70年代開始，邦內部分島嶼先後獨立。聯繫邦亦由東加勒比國家組織所取代。

## 另見
- 加勒比联邦
- 加勒比共同體
- 西印度群島（丹屬 - 荷屬 - 法屬 - 西屬）
- 英國海外領土
- 英屬北美
- 英联邦
- 皇冠屬地